# Гідрогеноліз
Гідрогеноліз (англ. hydrohenolysis) — деструктивна гідрогенізація з розривом скелетних зв'язків C–C (до >CH–) або C–X (до >CH– i HX). Таке розщеплення хімічних зв'язків воднем відбувається зазвичай в присутності каталізаторів гідрогенування.

## Каталітичний гідрогеноліз
Зазвичай під цим терміном розуміють реакцію типу: A + H2 → B + C.
Наприклад:
C3H8 + H2 → C2H6 + CH4
C6H5CH3 + H2 → C6H6 + CH4.